# Plopu, Caraș-Severin
Plopu este un sat în comuna Armeniș din județul Caraș-Severin, Banat, România. Face parte din comuna Armeniș. Se află la o altitudine de 618 m.
În anul 2016 satul mai avea doar doi locuitori.

## Evenimente locale
În fiecare an aici se organizează o tabără creștină, începând cu anul 1983. Fondatorul și animatorul acestei tabere a fost și este Dimitrie (Mitruț) Știopu  din Caransebeș. Vezi: Tabăra Plopu Arhivat în 19 august 2007, la Wayback Machine..
Doi ani de zile s-a organizat în această zonă încă o tabără foarte mare de către o altă organizație creștină.
În 2008 Tabăra Plopu a avut loc în perioada 2-9 August, fiind la ediția cu numărul 24.
In 2009 a 25-a ediție s-a desfășurat în perioada 1-8 August.
Ediția din 2010, cu numărul 26, a avut loc în perioada 31 Iulie - 07 August. 
Tema acestei ediții a fost "fiți Oameni!" (1 Corinteni 16:13), bucurându-se de participarea tinerilor din diferite colțuri ale României, la care s-au adăugat tineri din Austria și Spania.